# Institut national de la santé (Espagne)
L’Institut national de la santé (en espagnol : Instituto Nacional de la Salud, INSALUD) est la structure de la Sécurité sociale responsable de la gestion sanitaire entre 1978 et 2002 en Espagne.

## Histoire
L'Institut national de la santé est créé le 18 novembre 1978 par le décret-loi relatif à la gestion institutionnelle de la Sécurité sociale, de la santé et de l'emploi. Sa structure et ses compétences sont précisées par un décret spécifique, entré en vigueur le 31 juillet 1979.
Le 3 août 2002, en conséquence du transfert des compétences en matière de santé et de gestion sanitaire à l'ensemble des communautés autonomes d'Espagne, il est remplacé par l'Institut national de la gestion sanitaire (INGESA).

## Missions
L'Institut national de la santé constitue une entité gestionnaire de la Sécurité sociale. À ce titre, il est compétent pour l'administration et la gestion des services de santé. 
Plus précisément, il forme l'organisme fondamental d'exécution de la politique d'assistante médicale et sanitaire, et de promotion de la santé. Son champ d'action recouvre les prestations sanitaires de la Sécurité sociale, la médecine préventive, la promotion de la santé individuelle, la médecine communautaire, l'assistance sanitaire, la gestion des personnels de santé et la coordination des activités publiques et privées pour l'accomplissement des objectifs sanitaires.